# Brownville (Nebraska)
Brownville es una villa ubicada en el condado de Nemaha en el estado estadounidense de Nebraska. En el Censo de 2010 tenía una población de 132 habitantes y una densidad poblacional de 77,93 personas por km².

## Geografía
Brownville se encuentra ubicada en las coordenadas 40°23′51″N 95°39′40″O / 40.39750, -95.66111. Según la Oficina del Censo de los Estados Unidos, Brownville tiene una superficie total de 1.69 km², de la cual 1.69 km² corresponden a tierra firme y (0%) 0 km² es agua.

## Demografía
Según el censo de 2010, había 132 personas residiendo en Brownville. La densidad de población era de 77,93 hab./km². De los 132 habitantes, Brownville estaba compuesto por el 97.73% blancos, el 0% eran afroamericanos, el 0.76% eran amerindios, el 0% eran asiáticos, el 0% eran isleños del Pacífico, el 0.76% eran de otras razas y el 0.76% pertenecían a dos o más razas. Del total de la población el 3.03% eran hispanos o latinos de cualquier raza.